# Monica Lovinescu
Monica Lovinescu (Bucarest, 19 de noviembre de 1923-París, 20 de abril de 2008) era una escritora crítica literaria y periodista rumana, hija del literato rumano Eugen Lovinescu. Publicó muchas obras con los pseudónimos Monique Saint-Come o Claude Pascal.
Se licenció en letras en la Universidad de Bucarest y comenzó a trabajar como crítica literaria en Vremea magazine y luego en Revista Fundaţiilor Regale y Democraţia.
Su actividad estuvo muy marcada por su oposición al régimen comunista rumano y a su dirigente Gheorghe Gheorghiu-Dej, quien la obligó a huir a Francia en septiembre de 1947, allí obtuvo el asilo político junto con su marido, el filósofo y poeta Virgil Ierunca, quien participó en todas sus publicaciones. Pudieron volver a Bucarest, tras la caída de Nicolae Ceauşescu en diciembre de 1989, pero vivió en París hasta su muerte. 

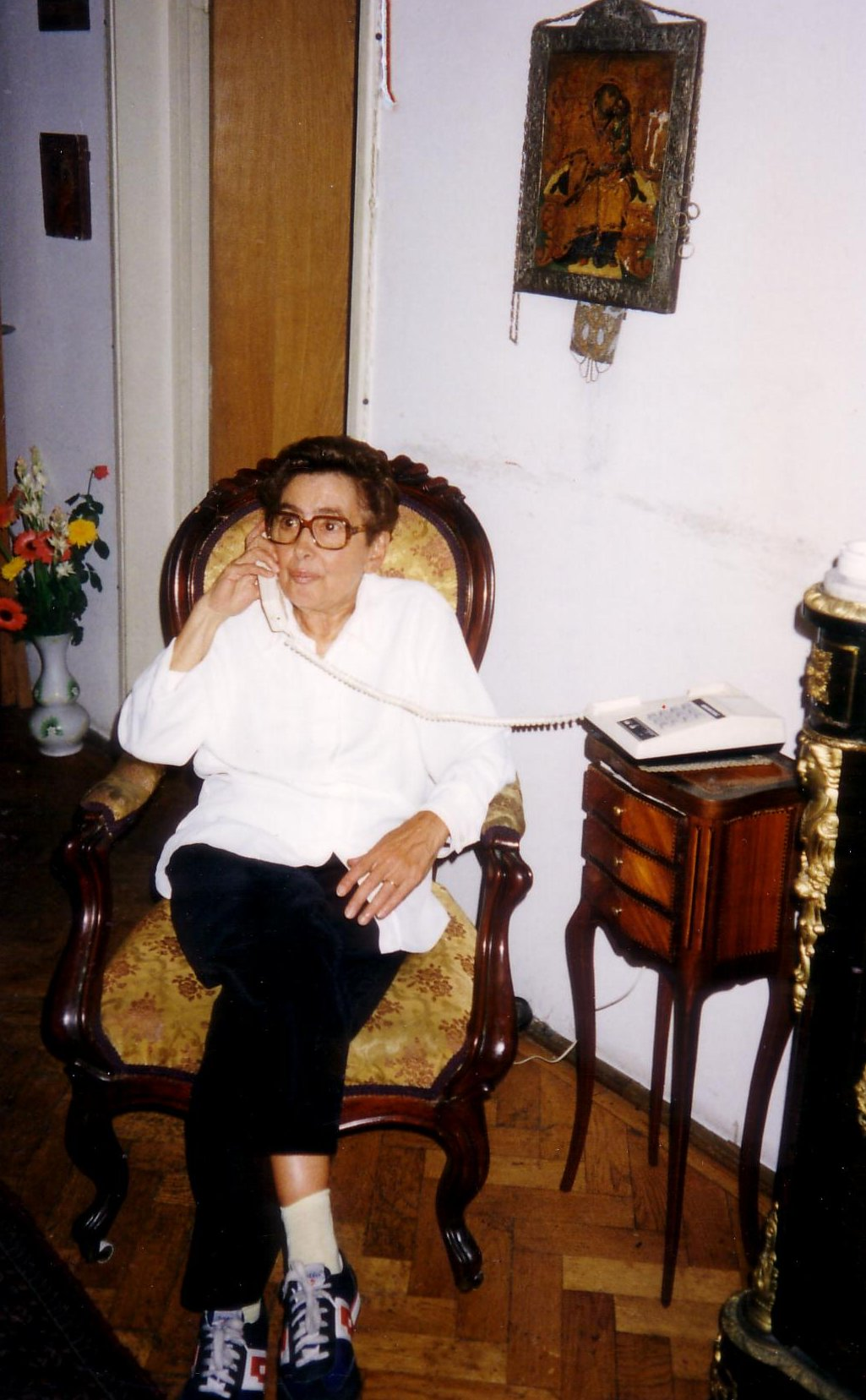
Monica en Bucarest en septiembre de 1993

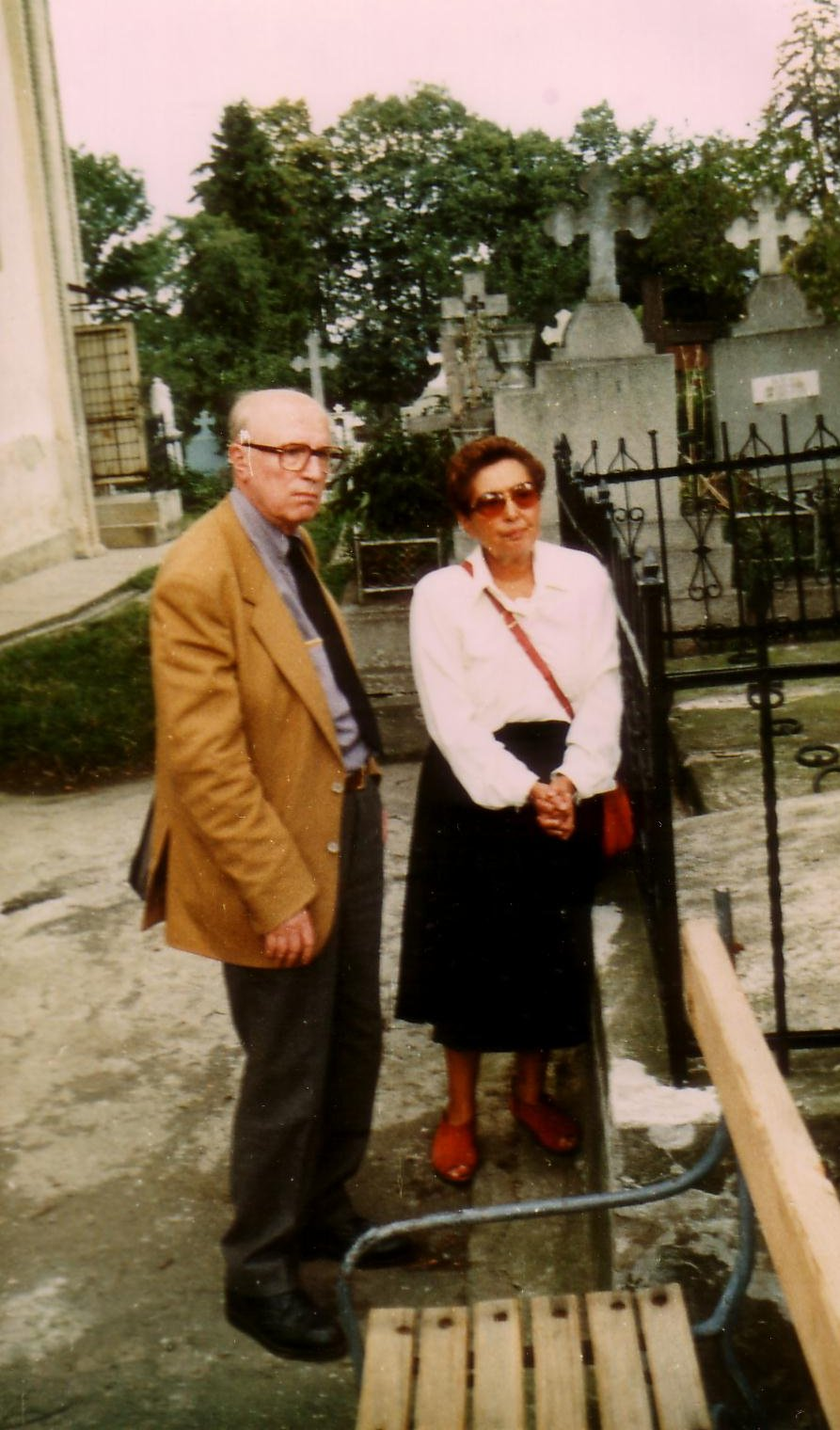
Virgil Ierunca y Monica Lovinescu

De 1951 a 1974, participó en programas en rumano para la Radiodiffusion-télévision française y más tarde para Radio Free Europe.
En 1977, dos años después del asesinato de Cornel Chiriac, dos palestinos a sueldo de la policía política de Ceausescu propinaban una brutal paliza a la exiliada rumana y periodista en las cercanías de su casa, en las afueras de París, por su participación radiofónica en REL (Radio Europa Libre), como recuerda The Times citando como fuente al general a Ion Pacepa, jefe de los servicios secretos rumanos en el extranjero y después disidente del régimen.
Lovinescu quedó herida de gravedad en la cabeza y estuvo varios días en coma. En los años setenta, cuatro de sus compañeros en Radio Free Europa fueron asesinados o murieron en extrañas circunstancias con la intervención de los servicios secretos, según Pacepa. Sobrevivió al dictador y recibió la Orden de la Estrella de Rumania por su contribución a la vida política y cultural.

## Publicaciones en rumano
- Unde scurte. I (Ed. Límite, Madrid, 1978)
- Unde scurte (Ed. Humanitas, 1990)
- Întrevederi cu Mircea Eliade, Eugen Ionescu, Ştefan Lupaşcu şi Grigore Cugler (Ed. Cartea Românească, 1992)
- Seismografe. Unde scurte II (Ed. Humanitas, 1993)
- Posteritatea contemporană. Unde scurte III (Ed. Humanitas, 1994)
- Est-etice. Unde scurte IV (Ed. Humanitas, 1994)
- Pragul. Unde scurte V (Ed. Humanitas, 1995)
- Insula Şerpilor. Unde scurte VI (Ed. Humanitas, 1996)
- La apa Vavilonului. I (Ed. Humanitas, 1999)
- La apa Vavilonului. II (Ed. Humanitas, 2001)
- Diagonale (Ed. Humanitas, 2002)
- Jurnal 1981–1984 (Ed. Humanitas, 2003)
- Jurnal 1985–1988 (Ed. Humanitas, 2003)
- Jurnal 1990–1993 (Ed. Humanitas, 2003)
- Jurnal 1994–1995 (Ed. Humanitas, 2004)
- Jurnal 1996–1997 (Ed. Humanitas, 2005)
- Jurnal 1998–2000 (Ed. Humanitas, 2006)